# Leo Held
Pour les articles homonymes, voir Held.
Leo Held (né le 27 janvier 1874 à Vienne et mort le 16 mai 1903 dans cette même ville) est un maître de chapelle et compositeur autrichien.

## Biographie
Leo Held, fils de l'écrivain et librettiste Ludwig Held a suivi les cours du Conservatoire de la Société des Amis de la Musique, notamment dans la classe d'Anton Bruckner. Il a ensuite travaillé en tant que chef d'orchestre de théâtres à Berlin et Hambourg, avant de retourner à Vienne. Là, il commence une carrière de compositeur d'opérette, la plupart sur des livrets de son père.
Held se suicide en 1903 à l'âge de 29 ans.

## Œuvres principales
- Die Schwalben, opérette en 3 actes, livret de Ludwig Held et Moritz West, 1897, Theater an der Wien.
- Die Stiefmama, opérette en 3 actes, livret de Ludwig Held, 1900, Theater an der Wien.
- Gaudeamus, opérette en 3 actes, livret d'Anton Herger, 1902, Jantsch-Theater.